# Orontius (cràter)

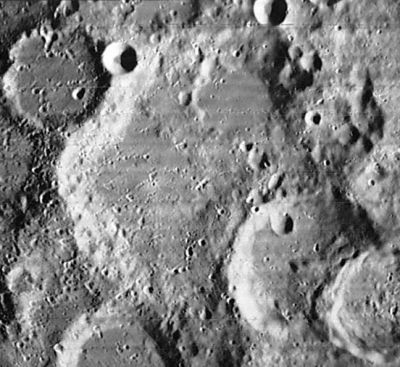
Fotografia de la missió Lunar Orbiter 4

Orontius és un cràter d'impacte que es troba a les abruptes terres altes de l'hemisferi sud de la cara visible de la Lluna. Es troba al nord-oest del prominent cràter Tycho (recognoscible pel seu gran sistema de marques radials), i al sud i a l'est de la gran planicie emmurallada del cràter Deslandres. La seva part oriental està parcialment coberta pel cràter més petit Huggins, que al seu torn està cobert en el seu marge oriental per l'encara més petit Nasireddin. Els tres formen una cadena de cràters de dimensions decreixents. Unit a la vora sud es troba el cràter Saussure. Al sud-oest, just a l'est de Tycho, apareix Pictet.

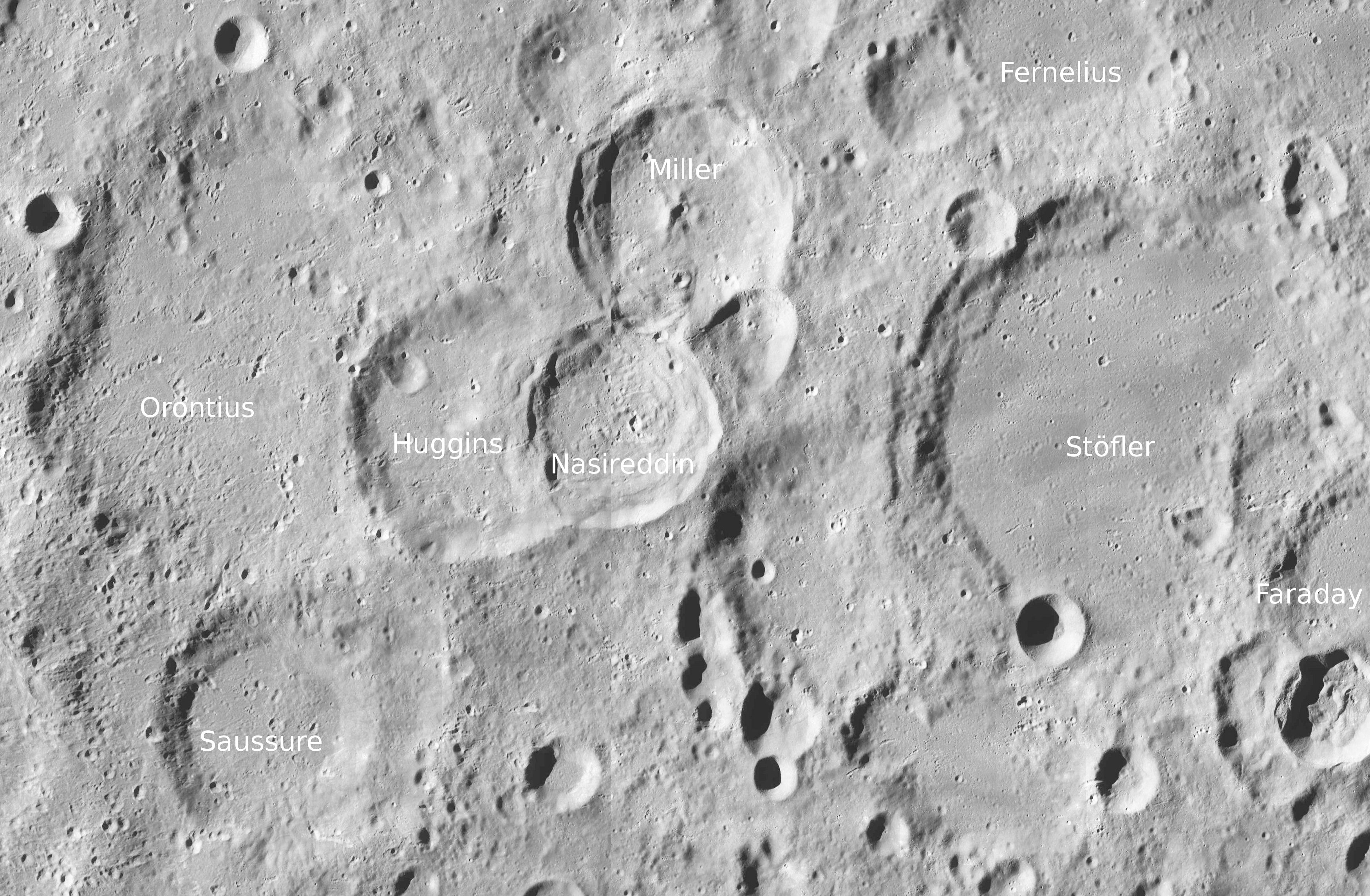
Entorn d'Orontius (esquerra de la imatge). Fotografia de la missió Lunar Reconnaissance Orbiter

La vora d'Orontius mostra els impactes i el desgast produït per la superposició d'una sèrie de diferents cràters. Dos d'ells, situats a l'oest, s'han introduït en la paret del cràter, formant protuberàncies cap a l'interior. Poques parts de la paret original romanen intactes, sent els sectors sud i sud-oest els que millor han resistit el procés d'erosió.
La meitat sud-oest del sòl del cràter segueix sent bastant plana, marcada solament per alguns craterets. En el nord del cràter, Orontius F forma un òval distorsionat.

## Cràters satèl·lit
Per convenció aquests elements són identificats en els mapes lunars posant la lletra en el costat del punt central del cràter que està més proper a Orontius.
|          | \| Orontius \| Coordenades \| Diàmetre \| \| -------- \| ---------------------------------- \| -------- \| \| A \| 39° 06′ S, 2° 36′ O / 39.1°S,2.6°O \| 7 km \| \| B \| 40° 00′ S, 3° 06′ O / 40.0°S,3.1°O \| 10 km \| \| C \| 37° 54′ S, 4° 06′ O / 37.9°S,4.1°O \| 15 km \| \| D \| 39° 24′ S, 6° 12′ O / 39.4°S,6.2°O \| 15 km \| \| E \| 39° 30′ S, 4° 48′ O / 39.5°S,4.8°O \| 6 km \| \| F \| 39° 06′ S, 3° 54′ O / 39.1°S,3.9°O \| 41 km \| |          |
| Orontius | Coordenades | Diàmetre |
| A        | 39° 06′ S, 2° 36′ O / 39.1°S,2.6°O | 7 km     |
| B        | 40° 00′ S, 3° 06′ O / 40.0°S,3.1°O | 10 km    |
| C        | 37° 54′ S, 4° 06′ O / 37.9°S,4.1°O | 15 km    |
| D        | 39° 24′ S, 6° 12′ O / 39.4°S,6.2°O | 15 km    |
| E        | 39° 30′ S, 4° 48′ O / 39.5°S,4.8°O | 6 km     |
| F        | 39° 06′ S, 3° 54′ O / 39.1°S,3.9°O | 41 km    |